# Havlíčkova Borová
Havlíčkova Borová, bis 1949 Borová (deutsch Borau), ist eine Minderstadt im Okres Havlíčkův Brod (Bezirk Deutschbrod) mit zirka 960 Einwohnern. Sie liegt etwa 10 km östlich der Bezirkshauptstadt Havlíčkův Brod am Bach Borovský potok, einem Nebenfluss der Sázava (Sasau). Bekannt ist Karel Havlíček Borovský, ein Dichter, Journalist und Unterstützer der Nationalbewegung, der 1821 im Ort geboren wurde und den Nachnamen nach seinem Geburtsort wählte.

## Geschichte
Die erste schriftliche Erwähnung des Dorfes stammt aus dem Jahr 1289 unter dem Namen Rudná Borová. Der Name leitet sich von den örtlich verbreiteten Pinienwäldern (borovice = Kiefer, Pinie) und dem Umstand ab, dass bis ins 16. Jahrhundert Eisenerz abgebaut und verarbeitet wurde (rudná, ruda = Erz).
Bis ins 17. Jahrhundert befand sich der Ort im Besitz einer Linie der Herren von Schönfeld, die aber nach dem Ständeaufstand im Jahr 1618 ihre Besitztümer verloren.
Nach dem Dreißigjährigen Krieg folgten die Herren von Dietrichstein als Eigentümer von Rudná Borová. Ferdinand Joseph von Dietrichstein gründete 1676 die erste Schule.
Am 1. April 1744 erhielt Rudná Borová von Kaiserin Maria Theresia das Marktrecht. 1770 folgte das Privileg, Bier zu brauen.
Der Plan, die Gemeinde ans Eisenbahnnetz anzuschließen, scheiterte am Ersten Weltkrieg und wurde danach nicht weiter verfolgt. Seit 1926 ist der Ort mit Elektrizität versorgt.
Im Jahr 1949 erfolgte die Umbenennung in Havlíčkova Borová. 2006 wurde Havlíčkova Borová zur Minderstadt (tschechisch městys) erhoben.

## Bevölkerungsentwicklung
| Jahr      | 1869  | 1880  | 1890  | 1900  | 1910  | 1921  | 1930  | 1950  | 1961  | 1970  | 1980 | 1991 | 2001 | 2006 | 2014 |
| --------- | ----- | ----- | ----- | ----- | ----- | ----- | ----- | ----- | ----- | ----- | ---- | ---- | ---- | ---- | ---- |
| Einwohner | 2 097 | 2 212 | 2 130 | 2 097 | 2 058 | 1 867 | 1 718 | 1 372 | 1 315 | 1 162 | 996  | 942  | 924  | 949  | 985  |

## Sehenswürdigkeiten

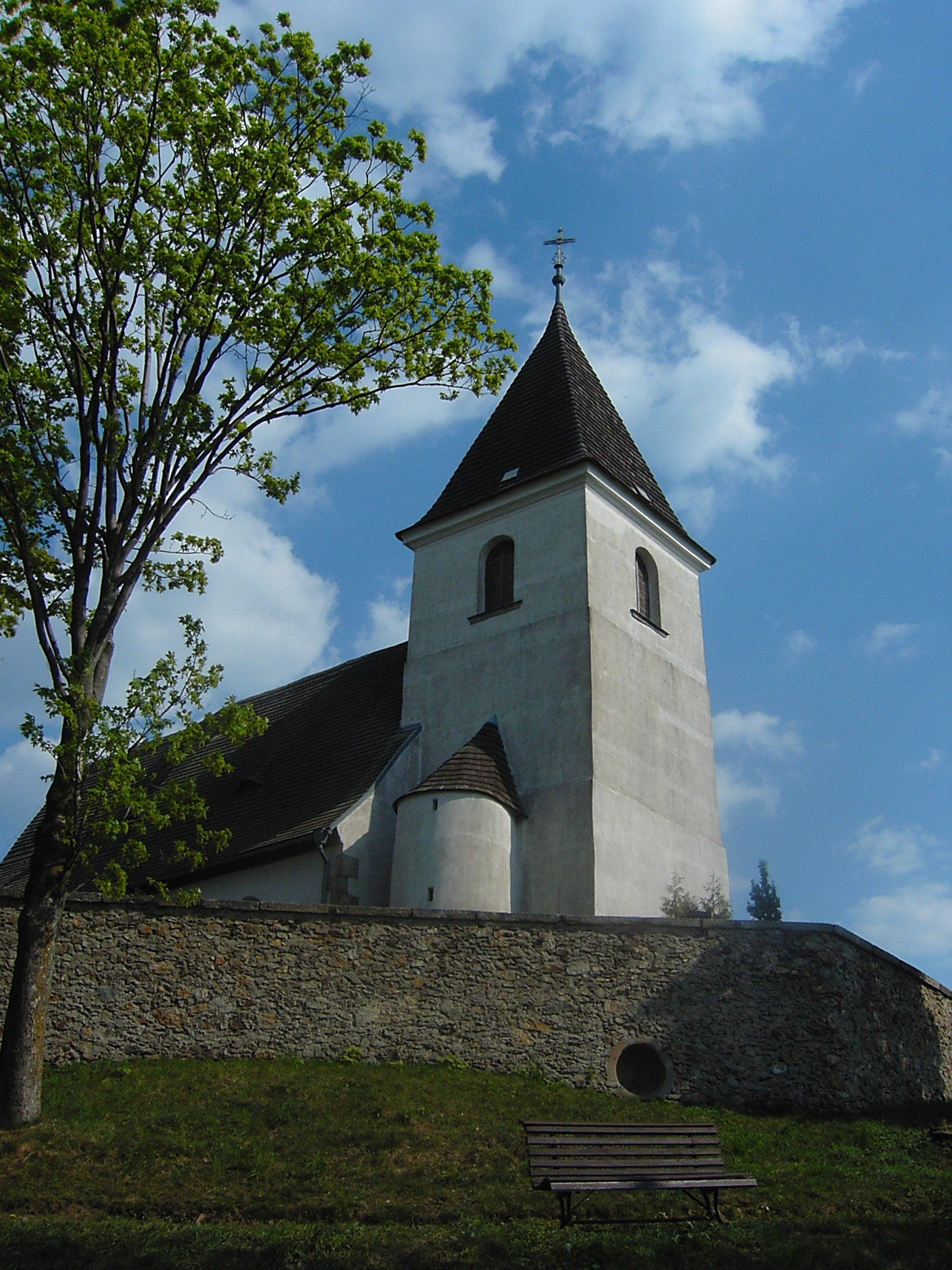
Kirche St. Veit in Havlíčkova Borová

- Kirche St. Veit, dem hl. Veit geweihte gotische römisch-katholische Kirche errichtet an der Wende vom 15. zum 16. Jahrhundert. Der Turm wurde 1696 angebaut. Im barocken Inneren finden sich Ölgemälde mit den Opfern Abels und Davids und ein Taufbecken aus dem 17. Jahrhundert.
- Kalvarienberg mit Granitskulpturen aus dem Jahr 1765
- Kapelle gewidmet dem hl. Johannes Nepomuk aus dem 18. Jahrhundert
- Museum im Geburtshaus von Karel Havlíček Borovský (Nationales Kulturdenkmal[6])

## Gemeindegliederung
Havlíčkova Borová besteht aus den Ortsteilen Havlíčkova Borová, Peršíkov und Železné Horky. Das Gemeindegebiet gliedert sich in die Katastralbezirke Havlíčkova Borová, Peršíkov und Železné Horky.

## Söhne und Töchter der Gemeinde
- Karel Havlíček Borovský (1821–1856), Dichter, Übersetzer, Politiker und Journalist
- Josef Stránský (1914–1944), Bomberpilot der Tschechoslowakischen Exilarmee im Zweiten Weltkrieg